# (207717) Sa'a
(207717) Sa'a est un astéroïde de la ceinture principale.

## Description
(207717) Sa'a est un astéroïde de la ceinture principale. Il fut découvert le 11 septembre 2007 à l'observatoire de Lulin par Ye Quan-Zhi et Hong Qin Lin. Il présente une orbite caractérisée par un demi-grand axe de 3,10 UA, une excentricité de 0,16 et une inclinaison de 2,2° par rapport à l'écliptique.

## Compléments